# Kathedraal Saint-Lizier
De voormalige Kathedraal Saint-Lizier (Frans: Cathédrale Saint-Lizier de Saint-Lizier) is een van de twee voormalige co-kathedralen van Saint-Lizier in Zuid-Frankrijk. De andere is de Notre-Dame-de-la-Sède. De kathedraal en de stad zijn gewijd aan Lycerius, een bisschop van Couserans, die overleed in het jaar 548. In 1886 werd de kerk aangewezen als Monument historique.
De plaats Saint-Lizier, anno 21e eeuw flink in bevolking afgenomen, was vroeger zetel van het bisdom Couserans. Het bisdom werd opgeheven bij het Concordaat van 1801. Sindsdien is de, binnen de middeleeuwse omwalling gelegen, voormalige kathedraal de parochiekerk van de plaats.

## Architectuur
De relatief eenvoudige kerk in romaanse stijl dateert uit de 11e eeuw, met enkele latere toevoegingen. Het naastgelegen klooster is eveneens in romaanse stijl gebouwd.
Het gebouw bestaat uit een eenbeukig middenschip met drie traveeën. Er is een transept, een koor en drie apses. In de lengte-as zit een afwijking wegens de oorspronkelijke locatie van het koor. Boven de kruising verheft zich een achthoekige toren met plat dak.
Het koor dat eindigt in de centrale halfronde apsis, werd gebouwd aan het eind van de 11e eeuw. Aan de buitenkant is de apsis vijfhoekig. Het koor is overdekt met een halve koepel. De muren zijn bedekt met romaanse fresco's uit de 11e eeuw. De twee kleinere zijkapellen zijn van ongelijke grootte, en gemaakt in ongeveer twee meter dikke muren wat wijst op een datering van voor de 11e eeuw. Aan de buitenzijde zijn koor en zijkapellen in eenvoudige stijl gebouwd uit grote steen- en marmerblokken uit de Romeinse muren van de stad, en delen van een ander oud monument (pilaster met cannelures, een fries met eikenbladeren en wikkelingen). De daklijst van het koor is gedecoreerd met stenen figuren. Mogelijk waren de zijkapellen ooit twee zijtorens van een Gallo-Romeinse poort, of delen van een Frankisch of Visigotisch fort.
Het oudste deel is de noordelijke muur van het schip, waarvan de romaanse ramen zichtbaar zijn vanaf de zuidelijke galerij van het klooster. Vanaf de 11e eeuw werd dit gebouw naar het oosten vergroot door een transept en een koor. Deze werken werden voltooid in 1117, toen de kerk werd ingewijd door de bisschop van Barbastro.
Het schip is tot twee-derde van de hoogte opgebouwd uit ruwe stenen. De muren werden in fasen verhoogd, vooral in de 13e en 15e eeuw. Het bovenste gedeelte is voorzien van enkele ramen in gotische stijl. Dit gedeelte, alsmede de steunberen en het ribgewelf gaan terug tot de 15e eeuw.
Het transept heeft daarentegen zijn romaanse tongewelf behouden, de zuidelijke arm werd eind 12e eeuw verlengd. In het noordelijk transept werd de kapel van Johannes de doper gemaakt, waarvan de retabel het roosvenster in de muur bedekt. Dit wordt daarom het verduisterde venster genoemd. In het zuidelijk transept bevindt zich de kapel van het Heilig Sacrament. Vanaf de zuidkant van het schip, bij de laatste travee, is de toegang tot het klooster.

## Afbeeldingen

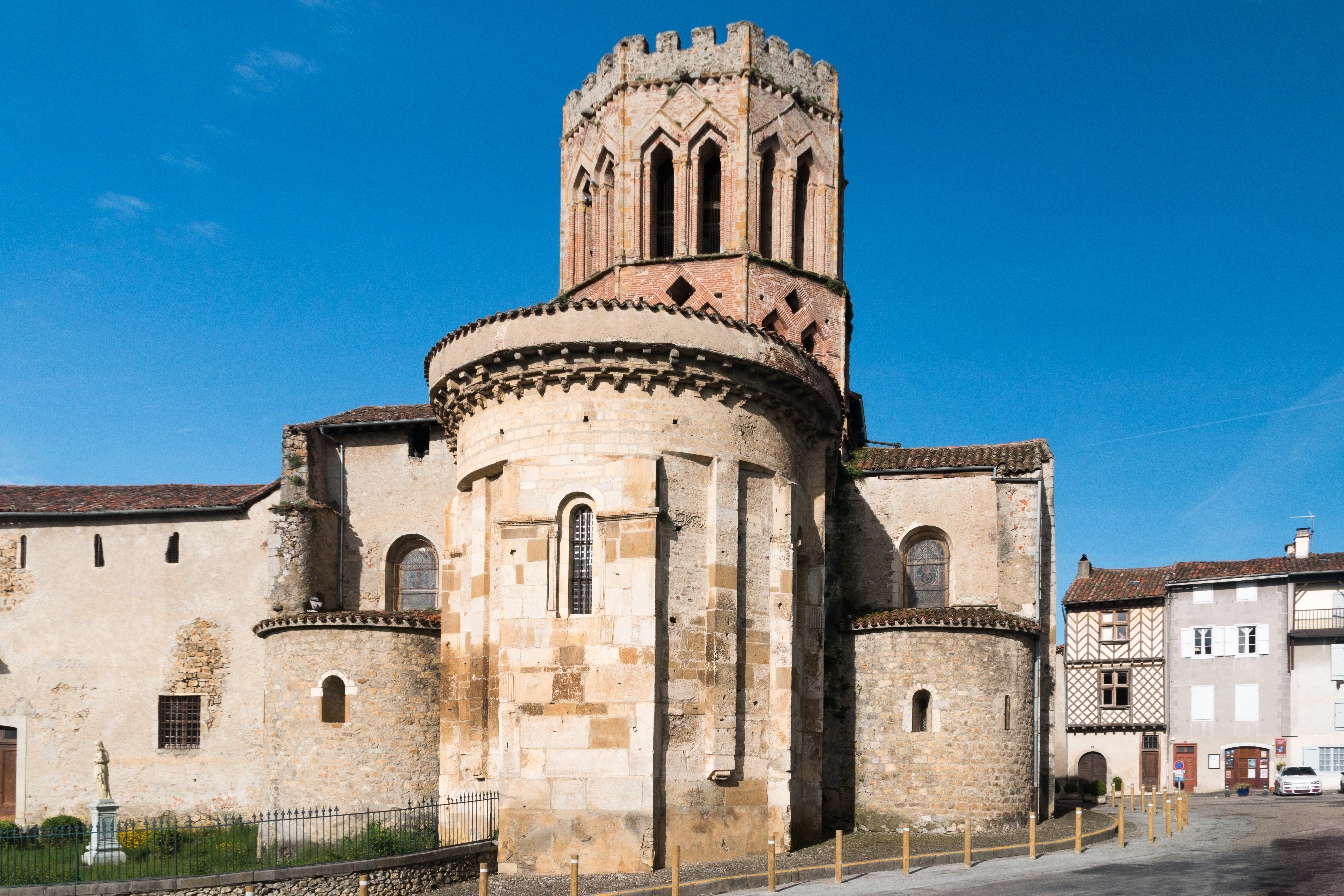
Oostkant, het koor, apsis en twee zijkapellen; de transeptarmen zijn van ongelijke hoogte
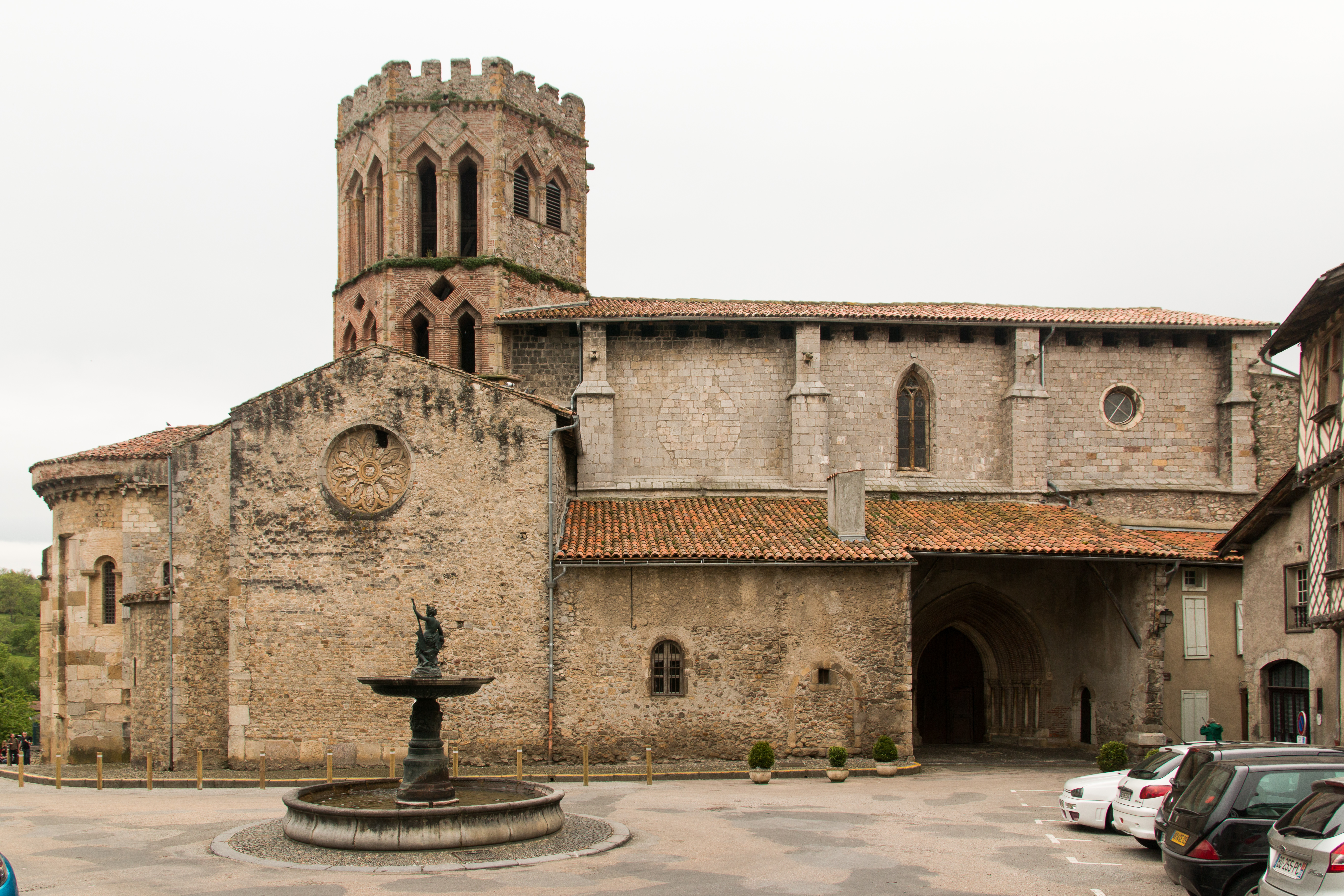
Noordzijde met ingang; dichtgemaakt roosvenster in transept
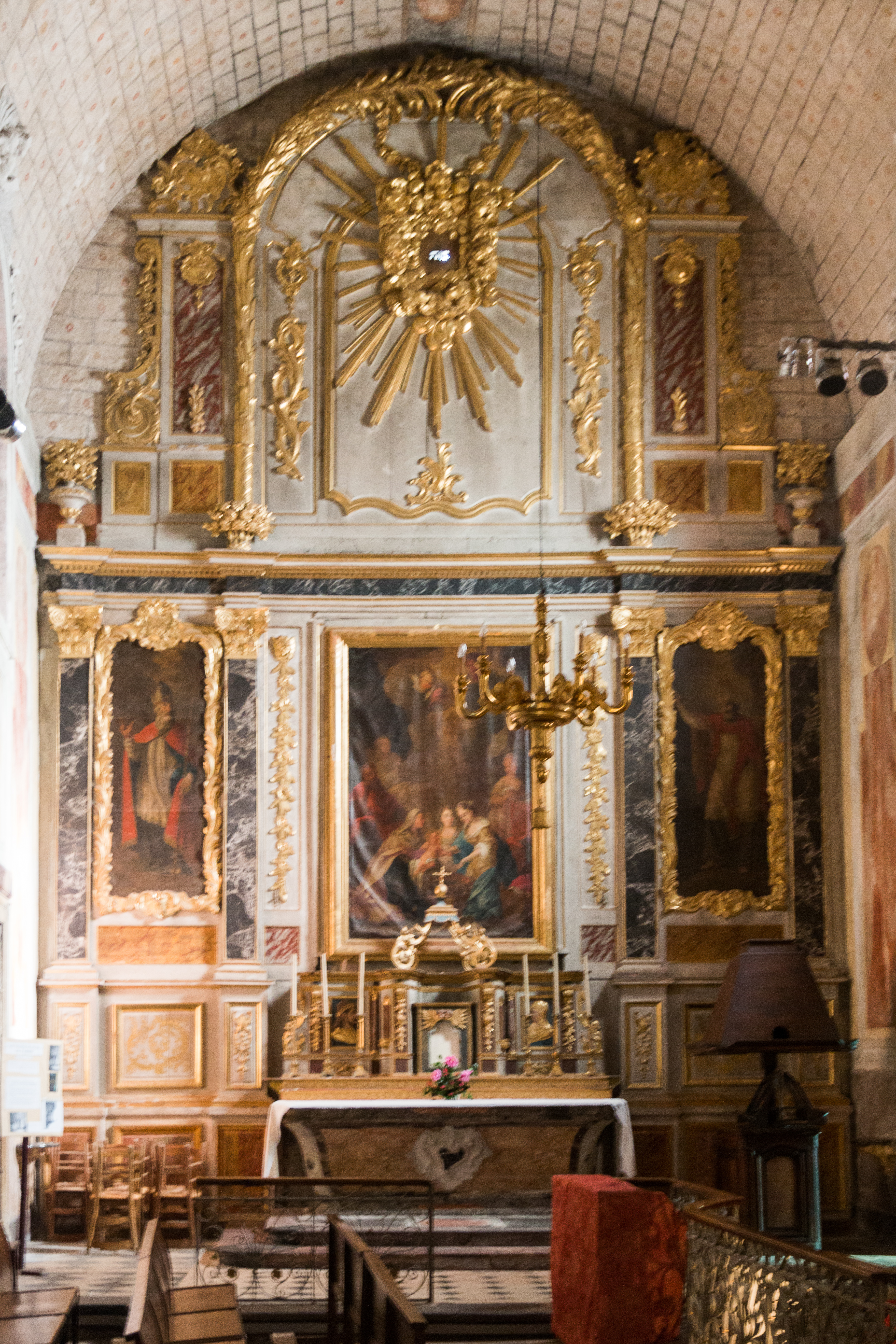
Altaar van Johannes de Doper in noordelijk transept
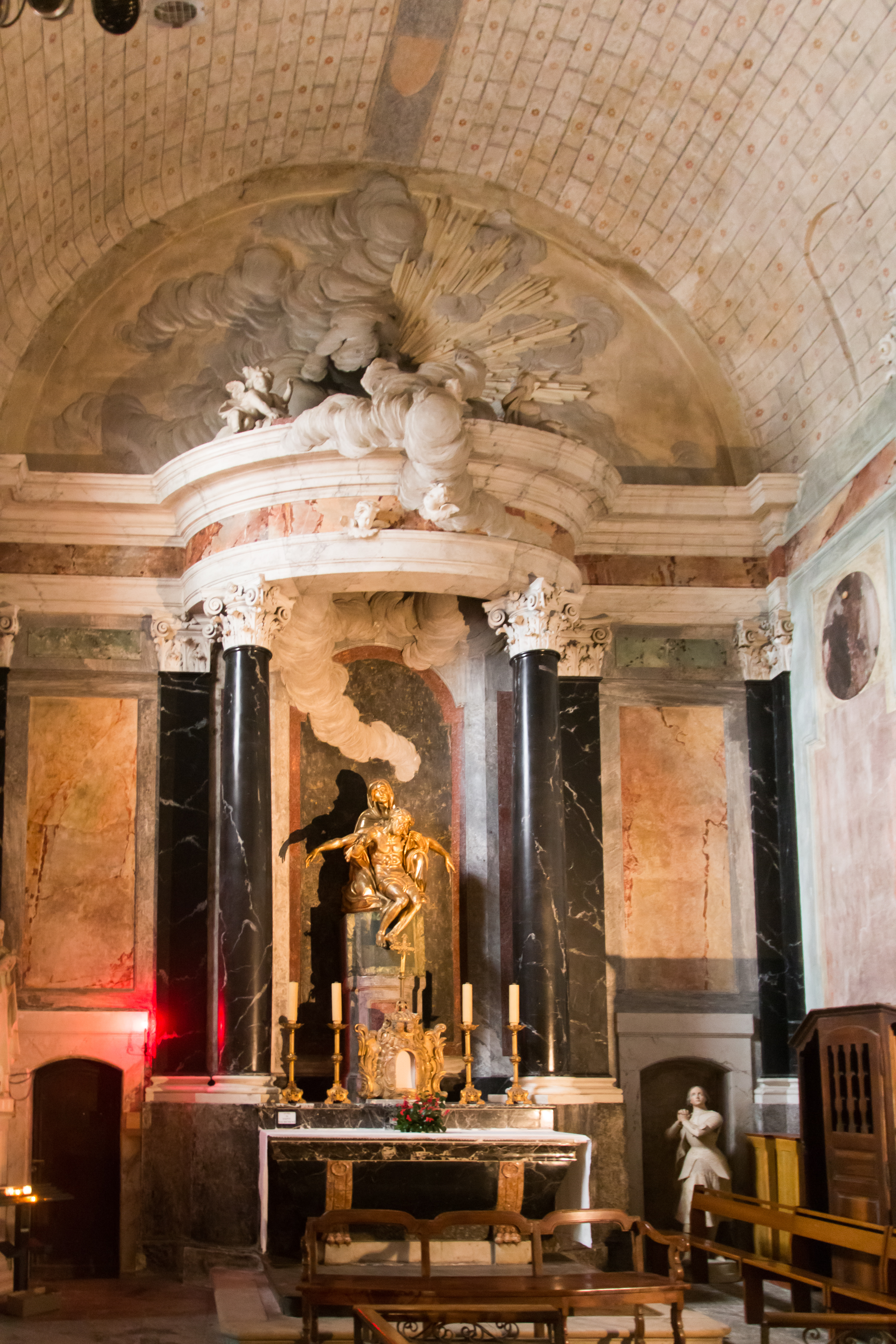
Kapel van het Heilig Sacrament in zuidelijk transept
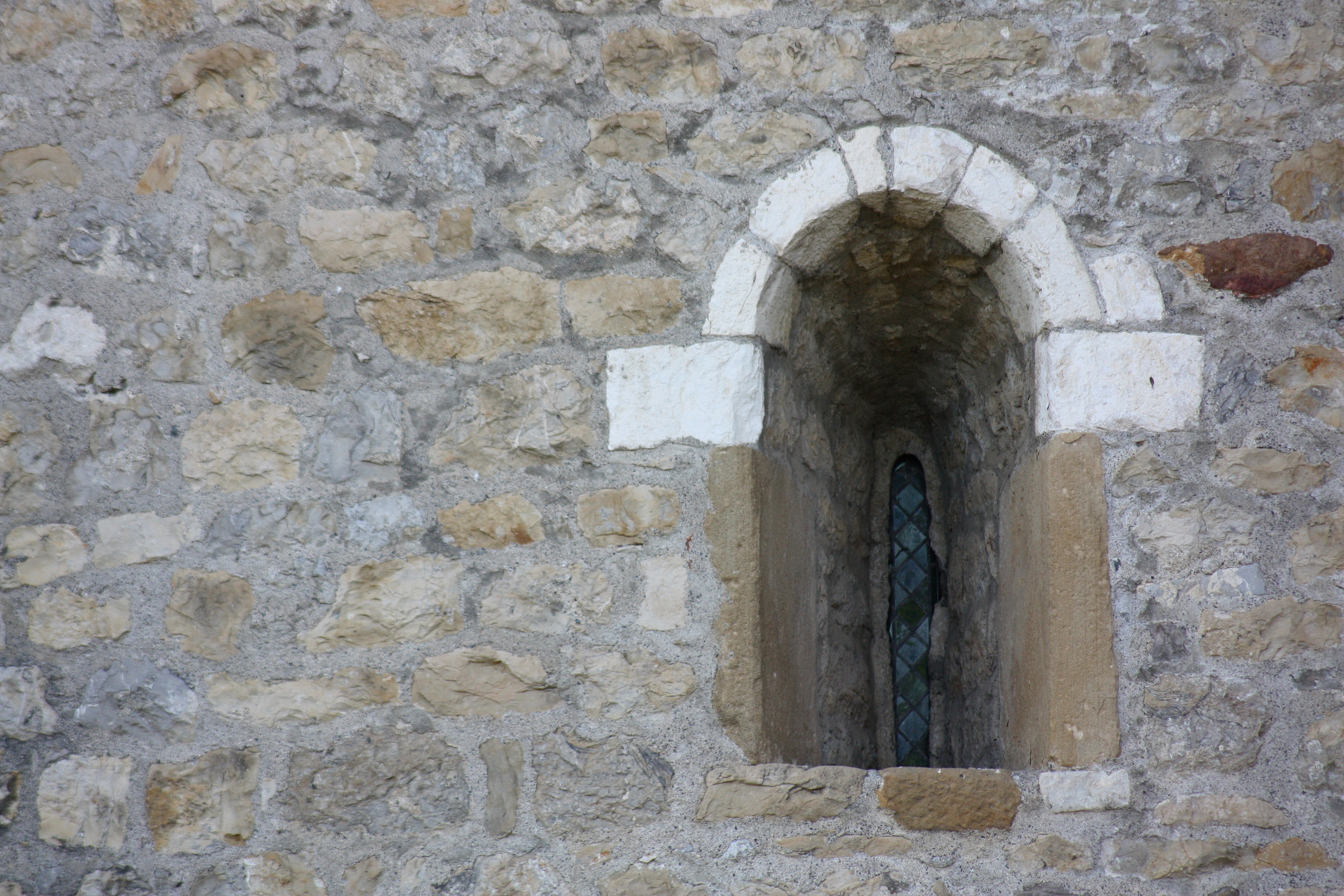
Venster van zijkapel in dikke muur
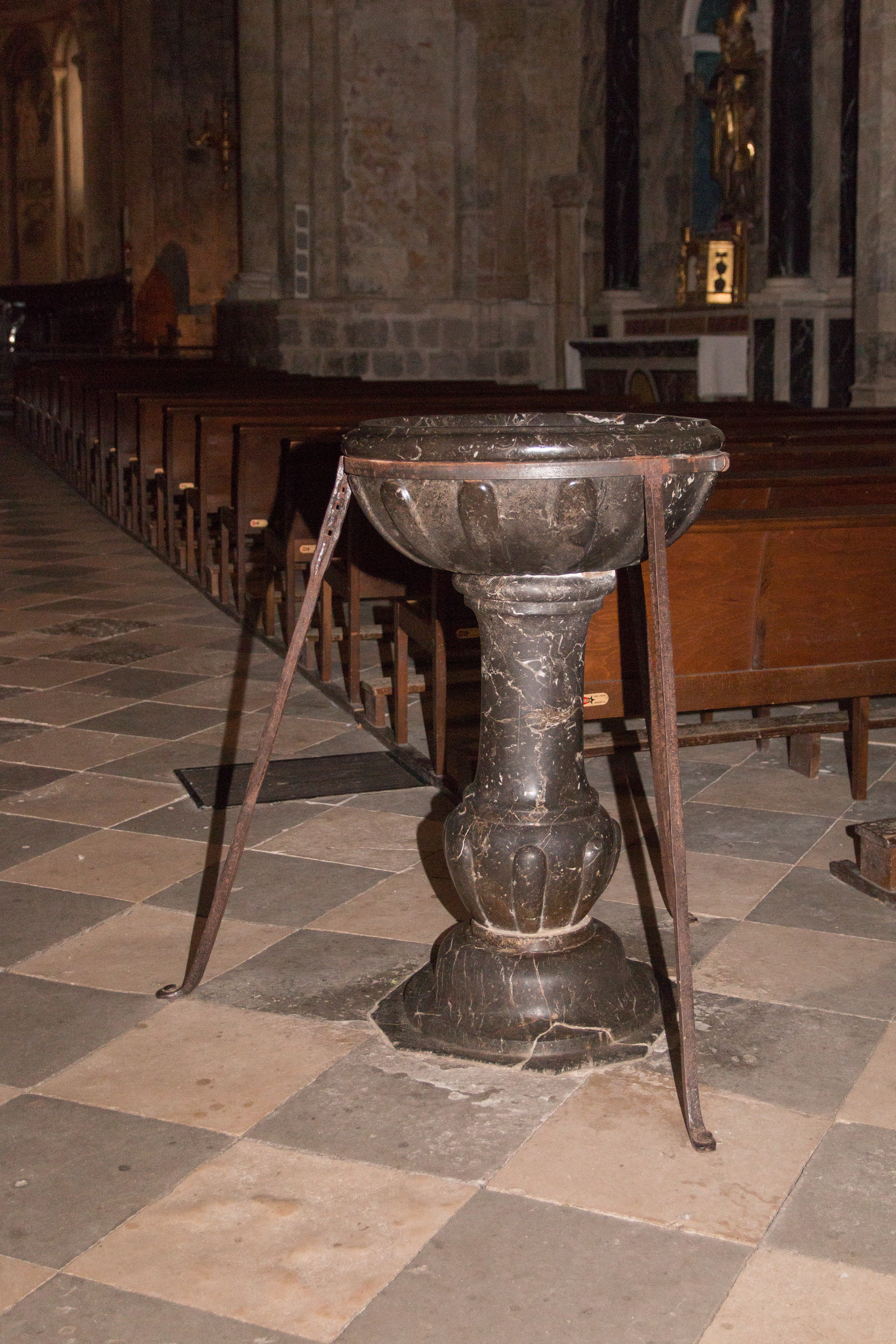
Zwartmarmeren wijwaterbak
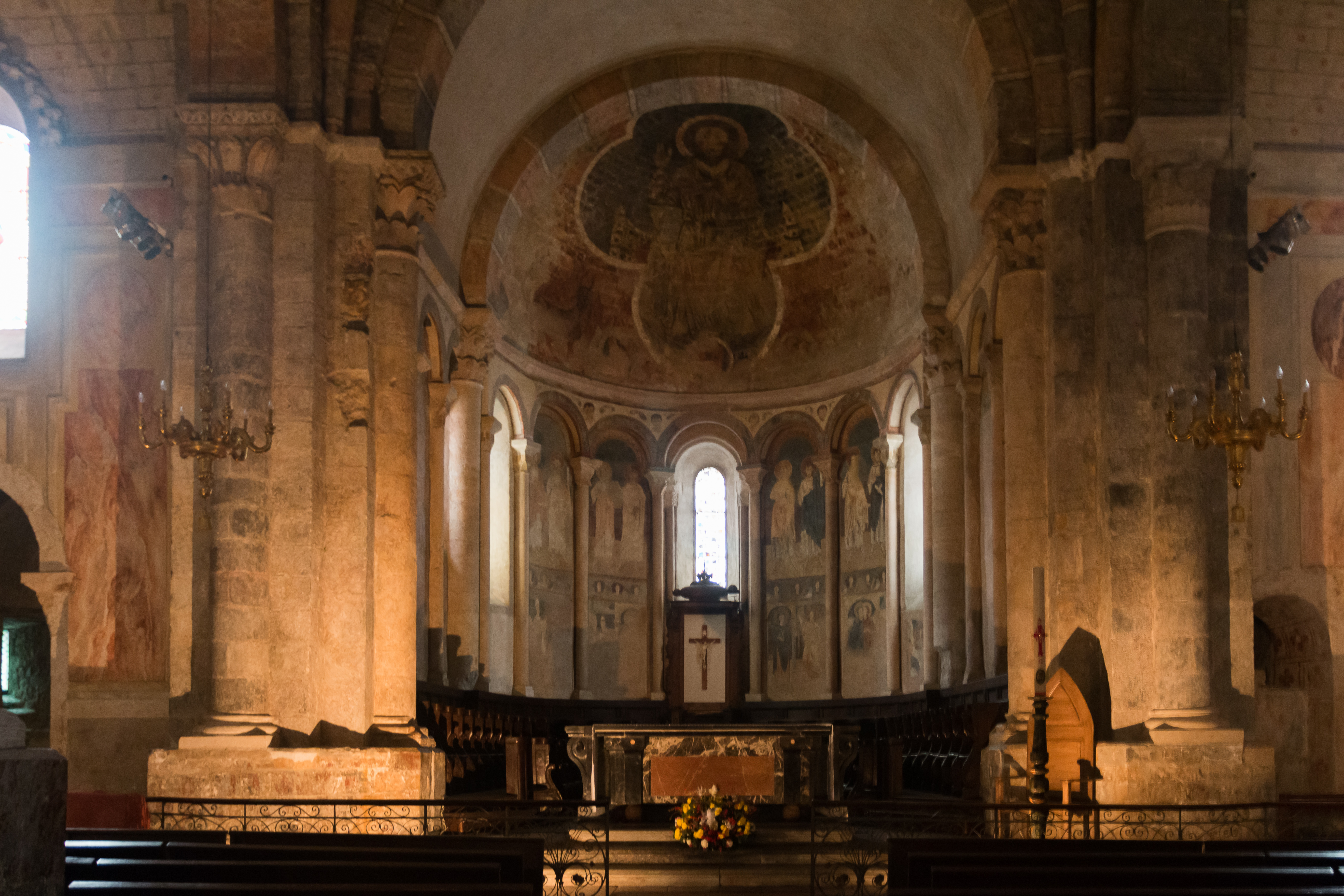
Koor, links en rechts de zijkapellen
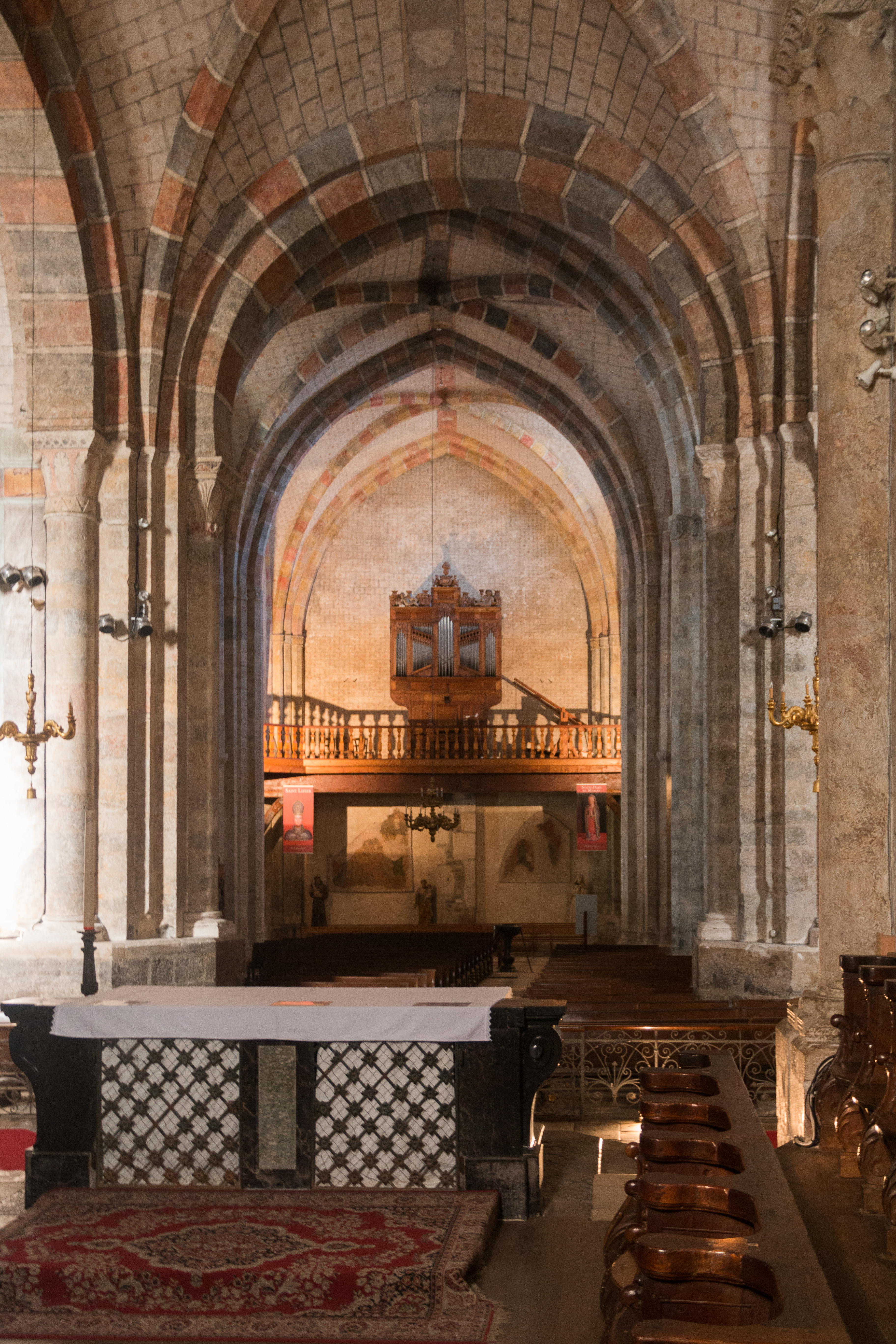
Middenschip gezien vanuit het koor
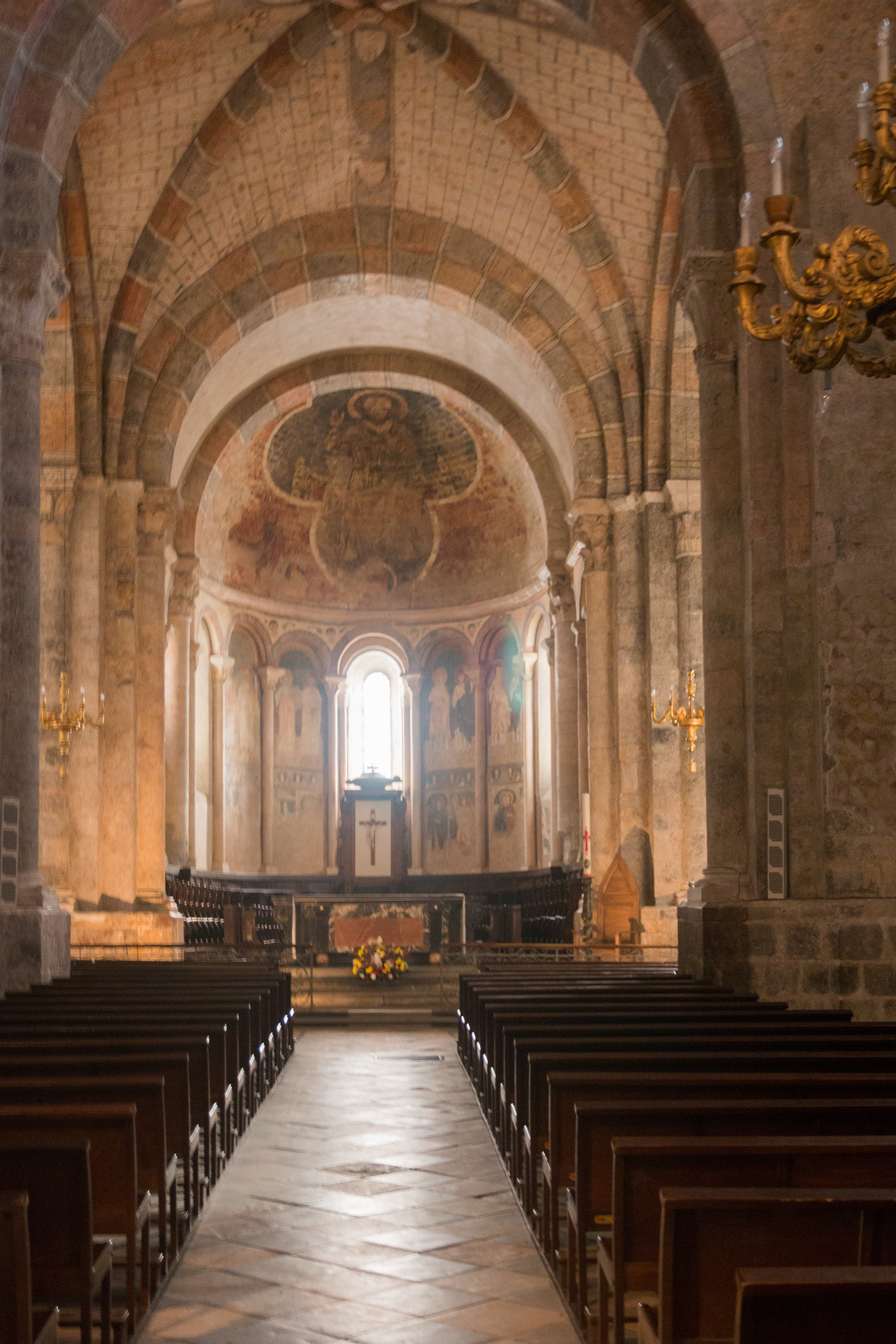
Koor gezien vanuit het middenschip
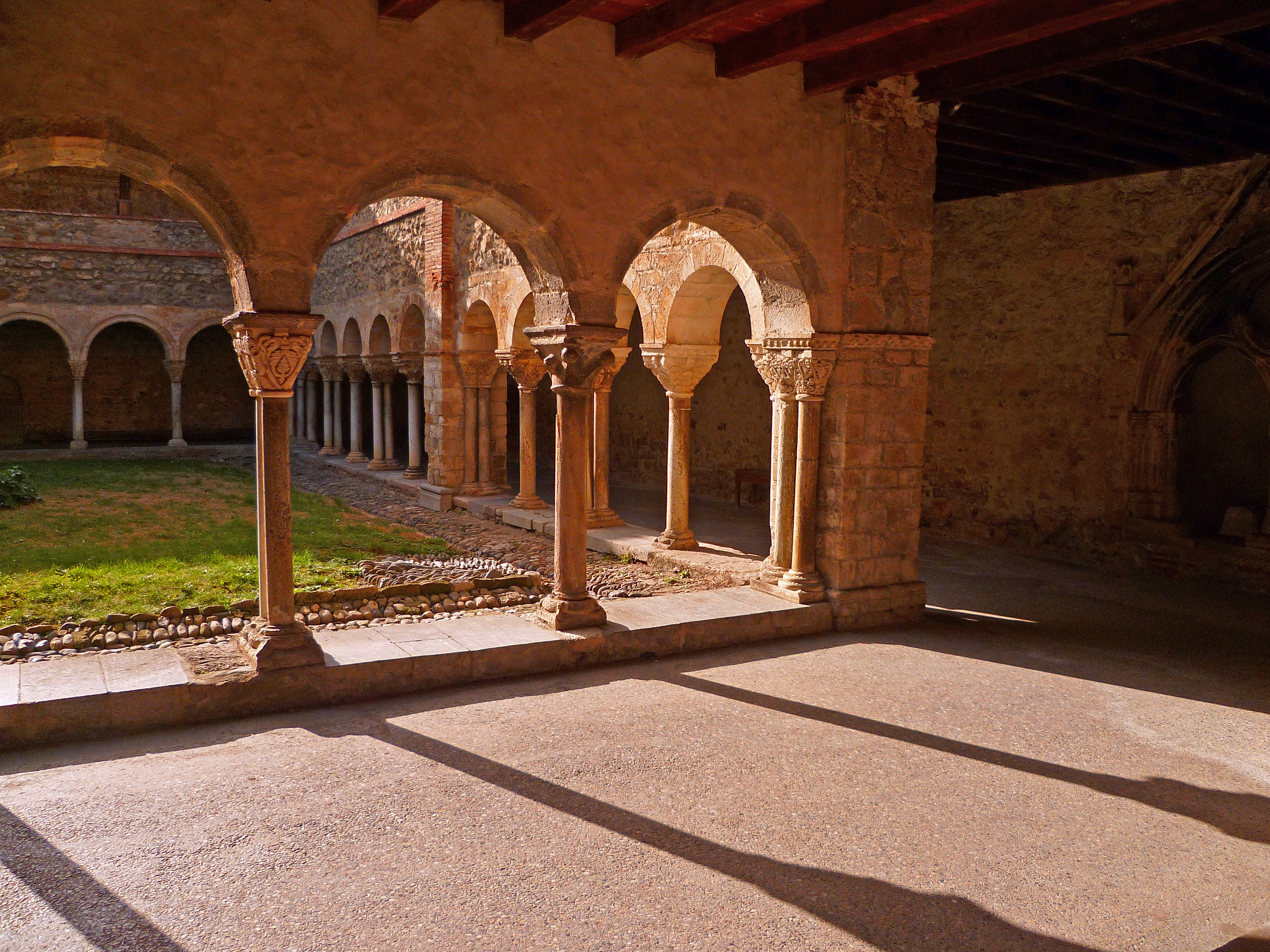
Klooster